# NE (logički sklop)
Logički sklop NE, odnosno invertor (engl.: NOT gate, inverter) obavlja logičku operaciju NE (negacija, inverzija, komplementiranje). Sklop ima jedan ulaz i jedan izlaz. Na izlazu daje stanje suprotno stanju ulaza. Kad je na ulazu stanje 1, na izlazu je stanje 0 i obrnuto.

## Simboli
|                                    |            |
| Simbol prema američkim standardima | Simbol IEC |

## Algebarski izraz
Logički sklop NE s ulazom A te izlazom Q daje sljedeći algebarski izraz: Q = A.

## Tablica stanja
| ULAZ | IZLAZ |
| A    | Q     |
| 0    | 1     |
| 1    | 0     |